# ヴァンデ・グローブ
ヴァンデ・グローブ（Vendée Globe）は、1989年にフィリップ・ジャントにより創設された、単独無寄港無補給世界一周ヨットレース。

## 概説

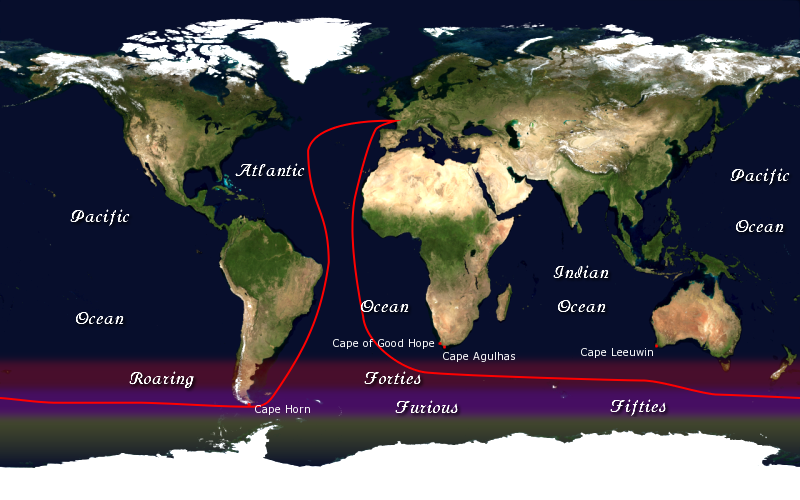
ヴァンデ・グローブのルート図

フランス・ヴァンデ県のレ・サーブル＝ドロンヌをスタート・ゴール地としていることから、この名称がつけられた。南半球のルートを通る世界で最も過酷なヨットレースとされていて完走率は60%に満たない。レースの総距離は2万4000マイル以上。過度な南下を防ぐため、南極大陸の氷山の状況を加味した走行禁止区域（アイスゾーン）が設定されている。途中下記のチェックポイントを通らなくてはならない。優勝賞金は20万ユーロ（約2,500万円）。
- 喜望峰
- ハード島
- ルーイン岬（英語版）
- ホーン岬

## 主催
- フランス・ヴァンデ県

## 歴代優勝者
| 回     | 開催年    | 優勝者            | 出身国   | 帆走艇                  | 記録                                      |
| ------ | --------- | ----------------- | -------- | ----------------------- | ----------------------------------------- |
| 第1回  | 1989-1990 | Titouan Lamazou   | フランス | Écureuil d'Aquitaine II | 109日8時間47分55秒                        |
| 第2回  | 1992-1993 | Alain Gautier     | フランス | Bagages Superior        | 110日17時間20分8秒                        |
| 第3回  | 1996-1997 | Christophe Auguin | フランス | Geodis                  | 105日20時間31分                           |
| 第4回  | 2000-2001 | Michel Desjoyeaux | フランス | PRB                     | 93日3時間57分32秒                         |
| 第5回  | 2004-2005 | Vincent Riou      | フランス | PRB                     | 87日10時間47分55秒                        |
| 第6回  | 2008-2009 | Michel Desjoyeaux | フランス | Foncia                  | 84日3時間9分8秒                           |
| 第7回  | 2012-2013 | François Gabart   | フランス | Macif                   | 78日2時間16分40秒                         |
| 第8回  | 2016-2017 | Armel Le Cléac'h  | フランス | Banque Populaire VIII   | 74日3時間35分46秒                         |
| 第9回  | 2020-2021 | Yannick Bestaven  | フランス | Maître CoQ IV           | 80日3時間44分46秒（救済時間：10時間15分） |
| 第10回 | 2024-2025 | Charlie Dalin     | フランス | MACIF Santé Prévoyance  | 64日19時間22分49秒(大会記録)              |

## 歴代出場日本人選手
白石康次郎
- <第8回> アジアからの初出場。スタートから約1ヶ月後に南アフリカ沖でディスマスト(マストの折損) しリタイヤ。
- <第9回> レース7日目にメインセールを破損。海上で1週間の修理をし、94日21時間32分56秒でフィニッシュ[10]。33艇中16位。
- <第10回> 90日21時間34分41秒でフィニッシュ。40艇中24位[11]。

## このレースを主題にした作品
映画
- 『ターニング・タイド 希望の海』 En solitaire （2013年/フランス/英語題:Turning Tide ）ヴァンデ・グローブ挑戦中に、モーリタニアから密航目的の少年がヨットに潜り込んで来てしまう、という内容である。